# Arquidiocese de Taipei
A Arquidiocese de Taipei (Archidiœcesis Taipehensis) é uma circunscrição eclesiástica da Igreja Católica situada em Taipé, Taiwan. Seu atual arcebispo é Thomas Chung An-zu. Sua Sé é a Catedral da Imaculada Conceição de Taipei.
Possui 91 paróquias servidas por 240 padres, contando com 7.498.011 habitantes, com 0,6% da população jurisdicionada batizada (44.307 batizados).

## História
A prefeitura apostólica de Taipei foi erigida em 30 de dezembro de 1949 com a bula Quo in Insula do Papa Pio XII, recebendo o território do vicariato apostólico da Ilha de Formosa (atual diocese de Kaohsiung).
Em 7 de agosto de 1952 cedeu uma parte do seu território para a ereção da prefeitura apostólica de Hwalien (hoje uma diocese) e no mesmo dia, com a bula Gravia illa Christi do Papa Pio XII, a prefeitura apostólica foi elevada à categoria de arquidiocese metropolitana.
Em 21 de março de 1961 cedeu outra parte do seu território para a criação da diocese de Hsinchu.
Desde 25 de setembro de 1968, o arcebispo de Taipei é também administrador apostólico das ilhas Matsu e das ilhas Quemoy (ou Kinmen), que após a ascensão do regime comunista na China continental tornou-se parte da República de Taiwan, permanecendo eclesiasticamente parte da diocese chinesa de Xiamen.

## Prelados
|                          | Nome                                    | Período    | Notas                     |
| Arcebispos               | Arcebispos                              | Arcebispos | Arcebispos                |
| ------------------------ | --------------------------------------- | ---------- | ------------------------- |
| 7°                       | Thomas An-Zu Chung                      | 2020-      | Atual                     |
| 6º                       | John Hung Shan-chuan, S.V.D.            | 2007-2020  | Arcebispo emérito         |
| 5º                       | Joseph Cheng Tsai-fa                    | 2004-2007  |                           |
| 4º                       | Joseph Ti-kang                          | 1989-2004  |                           |
| 3º                       | Matthew Kia Yen-wen                     | 1978-1989  |                           |
| 2º                       | Stanislaus Lokuang                      | 1966-1978  |                           |
| 1º                       | Joseph Kuo Joshih, C.D.D.               | 1952-1959  |                           |
| Arcebispo coadjutor      |                                         |            |                           |
|                          | Joseph Ti-kang                          | 1985-1989  |                           |
| Prefeito apostólico      |                                         |            |                           |
| 1º                       | Joseph Kuo Joshih, C.D.D.               | 1950-1952  | Elevado à Arcebispo       |
| Bispos auxiliares        |                                         |            |                           |
|                          | Peter Chao Yung-chi                     | 2025-      | Atual                     |
|                          | Thomas Chung An-zu                      | 2006-2008  | Nomeado Bispo de Kiayi    |
|                          | James Liu Tan-kuei                      | 1999-2004  | Nomeado Bispo de Hsinchu  |
|                          | Leonard Hsu Ying-Fa (Xu Yingfa), O.F.M. | 1990-2001  |                           |
|                          | Joseph Wang Yu-jung                     | 1975-1986  | Nomeado Bispo de Taichung |
| Administrador apostólico |                                         |            |                           |
|                          | Thomas Cardeal Tien Ken-sin, S.V.D.     | 1959-1966  |                           |